# Оппман, Евгений Максимилианович
Евге́ний Максимилиа́нович О́ппман (1883—1938, в районе Бескудниково (ныне — территория г. Москвы) — российский и советский воздухоплаватель, дирижаблестроитель, командир дирижабля «СССР В-10» в его последнем полёте.

## Биография
Родился в старинной дворянской семье обрусевших немцев. Его отец, Максимилиан Адольфович Оппман, был военным врачом, имел звание генерала.
После окончания гимназии в Пскове, в 1902 году поступил на службу в армию. В 1904 году окончил сапёрное военное училище, участвовал в Русско-Японской войне. В 1908 году поступил в Петербургскую офицерскую воздухоплавательную школу, которую окончил с отличием в 1910 году. Летал на первых русских военных дирижаблях. На дирижабле «Кондор» («Клеман-Байяр» № 5) он был помощником командира, позднее — командиром, на «Коршуне» («Зодиак» № 8) — командиром.
В 1914 году Евгений Оппман принимал участие в перелёте «Кондора» из Брест-Литовска во Львов и в последующих боевых вылетах в район Перемышля.
После Октябрьского переворота Евгений Оппман был выборным командиром 6-го Воздухоплавательного дивизиона. Поддерживал большевиков. В 1918 году добровольно вступил в Красный военный воздушный флот, был назначен помощником начальника воздушного флота Московского военного округа. В этой должности он формировал в Москве, Моршанске, Калуге и Сызрани воздухоплавательные отряды для Красной армии.
В 1919 году, после излечения от сыпного тифа, Евгений Оппман служил в частях гидроавиации «красных» в Симферополе и в Одессе.
В 1921 году служил в частях 51-й Московской дивизии. После демобилизации работал в цинкографии журнала «Огонёк». Как общественник, принимал участие в работах по созданию первых советских дирижаблей. В 1924 году подыскивал место стоянки для строившегося на заводе «Каучук» дирижабля «Московский химик-резинщик».
В 1930 году Евгений Оппман вместе с инженером-воздухоплавателем Ф. Ф. Ассбергом приступил к обучению первых командиров-пилотов и бортмехаников будущей эскадры советских дирижаблей. Под его руководством на общественных началах силами комсомольцев-осоавиахимовцев был построен дирижабль «Комсомольская правда». Под руководством Е. Оппмана начиналась учёба таких впоследствии известных советских воздухоплавателей, как Николай Гудованцев, Сергей Дёмин, Иван Паньков, Владимир Лянгузов, Владимир Устинович, Иван Ободзинский, и других.
Оппману было поручено выбрать в Подмосковье место для строительства Центральной воздухоплавательной базы ОСОАВИАХИМА и жилых домов для дирижаблестроителей и воздухоплавателей. Выбор Е. Оппмана пал на лесистый, пустынный участок земли к западу от платформы Долгопрудная Савёловской железной дороги, в 20 км от центра Москвы. В мае 1931 года по решению Совета народных комиссаров СССР на выбранном Е. Оппманом участке земли было начато строительство первых домов города Долгопрудный.
В 1932 году Е. Оппман был назначен командиром дирижабля «СССР В-2». На «Смольном» он совершил 10 перелётов по маршруту Ленинград — Москва и обратно, пять полётов над Балтийским морем, круговой перелёт по маршруту Ленинград — Москва — Казань — Ленинград.
В этом же году Е. Оппман принимал участие в лётных испытаниях моторизованного аэростата «С-I» — первого советского моторизованного аэростата специальной постройки.
В 1933 году Е. Оппман командовал дирижаблем «СССР В-2» в опытных полётах над Балтийским морем, во время которых изучались возможности дирижабля как средства войны на море (как разведчика, патрульного корабля, сторожевика, охотника за подводными лодками, корректировщика огня береговой артиллерии, тральщика, средства связи и бомбардировщика). По результатам испытаний комиссия ВМФ предложила руководству начать финансирование проекта специального морского дирижабля и приступить к подготовке воздухоплавательных кадров для Морских сил.
В 1934 году Е. Оппман принял участие в экспедиции по спасению челюскинцев.
В 1935 году назначен командиром моторизованного аэростата.
В 1937 году назначен командиром нового дирижабля «СССР В-10», одновременно работал как пилот-инструктор.
К 1938 году Е. М. Оппман налетал на дирижаблях более 1000 часов. Он был старейшим и опытнейшим воздухоплавателем СССР, имел огромный авторитет среди коллег, особенно среди молодёжи, ласково называвшей его «наш старик».

## Катастрофа дирижабля «СССР В-10»
6 августа 1938 года «В-10» должен был освободить место в эллинге в Долгопрудном для прилетающего из Ленинграда на плановую замену водорода дирижабля «В-8». «В-10» был выведен из эллинга и поднят в воздух. На борту находился экипаж в составе: Е. М. Оппман (командир), М. В. Василевский (помощник командира), Л. Д. Крестов (бортинженер), И. И. Жеглов (старший бортмеханик), В. Г. Платонов (бортмеханик), В. А. Сидоров (бортрадист), С. В. Никитин (пилот).
День 6 августа выдался безоблачным и жарким, водород в оболочке дирижабля нагрелся и расширился. Газовые клапаны, которые в таких случаях должны были в автоматическом режиме выпускать излишки газа, не сработали, вследствие чего оболочка корабля лопнула на высоте 250 метров. Дирижабль начал быстро терять высоту. Е. Оппман приказал остановить двигатели и выбросить балласт, но дирижабль продолжил падение. М. Василевский и И. Жеглов выпрыгнули с парашютами, но они не раскрылись из-за нехватки высоты.
«СССР В-10» упал в районе Бескудниково. Все находившиеся на борту дирижабля погибли.
До настоящего времени бытует мнение, что перед вылетом дирижабля с газовых клапанов не сняли заглушки. Поговаривали и том, будто кто-то якобы намеренно заклинил клапаны. Однако никакого подтверждения эти версии не нашли. Версия о неснятых заглушках несостоятельна ещё и потому, что никакие заглушки не были предусмотрены конструкцией газовых клапанов: их наличие противоречило бы самому назначению этих устройств.
Экипаж «СССР В-10» похоронен в Москве на Новодевичьем кладбище.

## Последствия гибели Е. М. Оппмана для советского воздухоплавания
Из книги А. И. Бернштейна, В. П. Кораблёва и М. И. Павлушенко «Отечественное воздухоплавание»:
«После гибели Е. М. Оппмана в Управлении Воздухоплавания остались только его ученики — молодые ребята, которые не имели такого опыта, громадного авторитета, который имел Евгений Максимилианович. Конечно, по своей молодости они не могли активно противостоять случайным людям в воздухоплавании и искусным аппаратчикам, которые и обосновали необходимость ликвидации „Дирижаблестроя“. По мнению авторов, катастрофа В-10 и гибель опытного и авторитетного пилота-инструктора стала одной из важных субъективных причин свёртывания дирижаблестроения в СССР».